# كيتا بالدي دياو
كيتا بالدي دياو (بالإسبانية: Keita Baldé Diao) وهو لاعب كُرة قدم سنغالي إسباني في مركز الهجوم ولد في يوم 8 مارس 1995 في بلدة أربوثياس في إسبانيا، ويلعب حالياً مع نادي لاتسيو وسبق له اللعب مع نادي برشلونة ونادي كورنيا ويبلغ طوله 181 سم وأما أصله فهو من السنغال.

## مسيرته الكروية
لعب كيتا بالدي دياو خلال مسيرته الاحترافية مع 3 أندية في سبعة مواسم وسجل خلالها 43 هدفًا ضمن 178 مباراة. ولم يفز بأي موسم بالكأس أو بالدوري.
خاض كيتا بالدي دياو مسيرته مع نادي لاتسيو في موسم 2013–14 ليلعب معه أربعة مواسم، مشاركًا في 110 مباراة سجل خلالها 26 هدفًا. ثم انتقل إلى نادي موناكو في موسم 2017–18 في المرة الأولى لمدة موسم واحد ثم في موسم 2019–20 لمدة موسم واحد، حيث شارك طوالها في 44 مباراة سجل خلالها 12 هدفًا. لينتقل بعدها إلى نادي إنتر ميلان في موسم 2018–19 لمدة موسم واحد، مشاركًا في 24 مباراة سجل خلالها 5 أهداف.

## روابط خارجية
- كيتا بالدي دياو على موقع الاتحاد الدولي (مؤرشف)  (الإنجليزية)
- كيتا بالدي دياو على موقع الاتحاد الأوربي (الإنجليزية)
- كيتا بالدي دياو على موقع اتحاد تركيا (لاعب) (الإنجليزية)
- كيتا بالدي دياو على موقع قاعدة بيانات كرة القدم.إي يو (الإنجليزية)
- كيتا بالدي دياو على موقع ليكيب (الفرنسية)
- كيتا بالدي دياو على موقع ناشيونال فوتبول تيمز (الإنجليزية)
- كيتا بالدي دياو على موقع Soccerway.com (الإنجليزية)
- كيتا بالدي دياو على موقع عالم كرة القدم.نت (الإنجليزية)
- كيتا بالدي دياو على موقع AS.com (الإسبانية)